# Pampusjka
Pampusjka (ukrainsk: пампушкa) er en lille krydret eller sød gærhævet bolle eller donut, der er kendt fra det ukrainske køkken.
| Mad og drikke | Spire Denne artikel om mad og drikke er en spire som bør udbygges. Du er velkommen til at hjælpe Wikipedia ved at udvide den. |